# Первый выпуск стандартных марок Российской Федерации (список выпусков)

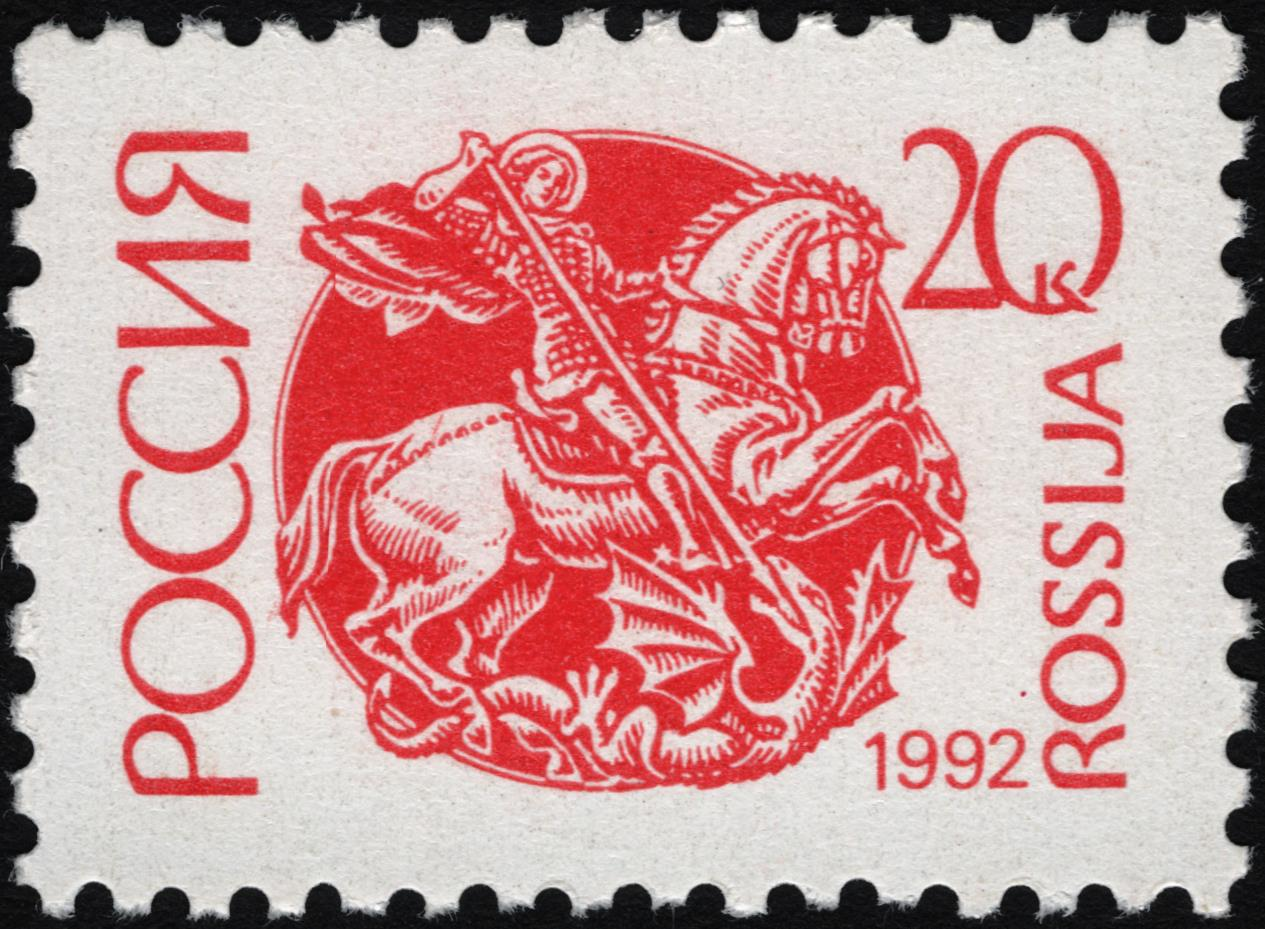
Георгий Победоносец. Первая марка 1-го стандартного выпуска России «Сооружения и памятники», 1992 год

Спи́сок вы́пусков пе́рвой се́рии станда́ртных ма́рок Росси́йской Федера́ции (первого выпуска стандартных марок Российской Федерации) — список групп марок четырёхлетней серии стандартных почтовых марок Российской Федерации 1992—1995 годов, имеющих одну дату выпуска.
Художники рисунков марок: Ю. Н. Арцименев, В. Э. Коваль, М. Ларюшина, А. М. Московец, А. И. Шмидштейн.
Первая стандартная серия состоит из 32 выпусков, содержащих 98 почтовых марок с 23 рисунками на 32 номиналах.

## Первый выпуск. 1992-02-26
Первый выпуск состоит из двух почтовых марок, вышедших 26 февраля 1992 года. Переизданы по две разновидности 30 апреля 1992 как третий выпуск на другой бумаге, в немного изменённых цветах и другим тиражом. С другими номиналами и цветом переизданы по одной разновидности 18 августа 1992 года как первая часть десятого выпуска.
Художник. В. Э. Коваль.
Размеры. Размер марок 26 × 18,5 мм, размер рисунков 21,5 × 14 мм.
Печать и бумага. Офсетная печать (гравюра) на мелованной флуоресцентной бумаге.
Гребенчатая зубцовка 12½:12.
Марочный лист 100 (10 × 10).
Тираж марок по 2,5 млн.
|     |              |
| № 6 | Оборот марки |

- Номинал 20 копеек. Цвет красный.

Каталожные номера следующие: АО «Марка» 6; Mi 225v; Sc 6061 chalky paper; SG 6318; Yt 5923.
Описание рисунка. Георгий Победоносец.
|     |              |
| № 7 | Оборот марки |

- Номинал 30 копеек. Цвет чёрный.

Каталожные номера следующие: АО «Марка» 7; Mi 226v; Sc 6063 chalky paper; SG 6319; Yt 5925.
Описание рисунка. Монумент «Тысячелетие России» (бронза, гранит, 1862, скульптор М. О. Микешин, архитектор В. А. Гартман. Установлен в Великом Новгороде).

## Второй выпуск. 1992-04-20
Второй выпуск состоит из трёх почтовых марок, вышедших 20 апреля 1992 года. Переизданы в тех же номиналах и цветах на другой бумаге и другим тиражом: марка 10 копеек — 5 июня 1992 года в виде двух разновидностей, составляющих пятый выпуск, марка 60 копеек — 10 июля 1992 года как одна разновидность в составе седьмого выпуска, марка 2 рубля — как две разновидности 18 августа 1992 года в виде второй части десятого выпуска. С другими номиналами и цветом марки 10 и 60 копеек переизданы по одной разновидности 30 декабря 1993 года как двадцать седьмой выпуск.
Художник. В. Э. Коваль.
Технические характеристики совпадают с первым выпуском.
|      |              |
| № 12 | Оборот марки |

- Номинал 10 копеек. Цвет жёлто-коричневый.

Каталожные номера следующие: АО «Марка» 12; Mi 231v; Sc 6060 chalky paper; SG 6316; Yt 5921.
Описание рисунка. Золотые ворота во Владимире (1158—1164, перестроены в 17—18 веках).
|      |              |
| № 13 | Оборот марки |

- Номинал 60 копеек. Цвет зелёный.

Каталожные номера следующие: АО «Марка» 13; Mi 232v; Sc 6066 chalky paper; SG 6322; Yt 5928.
Описание рисунка. Памятник Минину и Пожарскому в Москве (бронза, гранит, 1818, скульптор и архитектор И. П. Мартос).
|      |              |
| № 14 | Оборот марки |

- Номинал 2 рубля. Цвет синий.

Каталожные номера следующие: АО «Марка» 14; Mi 233v; Sc 6068 chalky paper; SG 6326; Yt 5932.
Описание рисунка. Собор Покрова Пресвятой Богородицы, что на Рву в Москве (храм Василия Блаженного, 1555—1561, зодчие Барма и Постник).

## Третий выпуск. 1992-04-30
Третий выпуск состоит из четырёх разновидностей двух почтовых марок первого выпуска, вышедших 30 апреля 1992 года на другой бумаге, в немного изменённых цветах и другим тиражом.
Художник. В. Э. Коваль.
Размеры. Размер марок 26 × 18,5 мм, размер рисунков 21,5 × 14 мм.
Гребенчатая зубцовка 12½:12.
Марочный лист 100 (10 × 10).
Тираж марок массовый.
|      |              |
| № 6A | Оборот марки |

- Номинал 20 копеек[1][2]. Цвет красный[1].

Каталожные номера следующие: АО «Марка» 6A; Mi 225w; Sc 6061; SG 6318 ordinary paper; Yt 5923a.
Описание рисунка. Георгий Победоносец.
Печать и бумага. Офсетная печать (гравюра) на простой бумаге (свечение в УФ-излучении отсутствует).
- Каталожные номера следующие: ЦФА (АО «Марка») 6AUV; Mi —; Sc —; SG —; Yt —[7][2][9][10][8].

Печать и бумага. Офсетная печать (гравюра) на простой флуоресцентной бумаге.
Остальные характеристики такие же, как у предыдущей марки с № 6A.
|      |              |
| № 7A | Оборот марки |

- Номинал 30 копеек[1][2]. Цвет серо-чёрный[1].

Каталожные номера следующие: АО «Марка» 7A; Mi 226w; Sc 6063; SG 6319 ordinary paper; Yt 5925a.
Описание рисунка. Монумент «Тысячелетие России» (бронза, гранит, 1862, скульптор М. О. Микешин, архитектор В. А. Гартман. Установлен в Великом Новгороде).
Печать и бумага. Офсетная печать (гравюра) на простой бумаге (свечение в УФ-излучении отсутствует).
- Каталожные номера следующие: ЦФА (АО «Марка») 7AUV; Mi —; Sc —; SG —; Yt —[7][2][9][10][8].

Печать и бумага. Офсетная печать (гравюра) на простой флуоресцентной бумаге.
Остальные характеристики такие же, как у предыдущей марки с № 7A.

## Четвёртый выпуск. 1992-05-26
Четвёртый выпуск состоит из трёх почтовых марок, вышедших 26 мая 1992 года. Переизданы в тех же номиналах и цветах на другой бумаге и другим тиражом по две разновидности: марки 10 и 25 рублей — 10 июля 1992 года в составе седьмого выпуска, марка 100 рублей — 25 декабря 1992 года как первая часть пятнадцатого выпуска. С другими номиналом и цветом переиздана 25 января 1993 года марка 25 рублей как вторая марка шестнадцатого выпуска.
Тираж марок по 3 млн.
Остальные технические характеристики совпадают с первым выпуском.
|      |              |
| № 19 | Оборот марки |

- Номинал 10 рублей. Цвет синий.

Каталожные номера следующие: АО «Марка» 19; Mi 238v; Sc 6070 chalky paper; SG 6331; Yt 5935.
Описание рисунка. Исаакиевский собор в Санкт-Петербурге (1818—1858, проект Огюста Монферрана).
Художник. В. Э. Коваль.
|      |              |
| № 20 | Оборот марки |

- Номинал 25 рублей. Цвет пурпурно-лиловый.

Каталожные номера следующие: АО «Марка» 20; Mi 239v; Sc 6071 chalky paper; SG 6333; Yt 5937.
Описание рисунка. Памятник Юрию Долгорукому в Москве (бронза, гранит, 1954, скульптор С. М. Орлов и другие, архитектор В. С. Андреев).
Художник. Ю. Н. Арцименев.
|      |              |
| № 21 | Оборот марки |

- Номинал 100 рублей. Цвет зелёный.

Каталожные номера следующие: АО «Марка» 21; Mi 240v; Sc 6071A chalky paper; SG 6337; Yt 5941.
Описание рисунка. Московский Кремль (вид со стороны Москворецкого моста).
Художник. Ю. Н. Арцименев.

## Пятый выпуск. 1992-06-05
Пятый выпуск состоит из двух разновидностей первой почтовой марки второго выпуска, переизданной 5 июня 1992 года на другой бумаге и другим тиражом.
Художник. В. Э. Коваль.
Технические характеристики совпадают с третьим выпуском.
|       |              |
| № 12A | Оборот марки |

- Номинал 10 копеек. Цвет жёлто-коричневый.

Каталожные номера следующие: АО «Марка» 12A; Mi 231w; Sc 6060; SG 6316 ordinary paper; Yt 5921a.
Описание рисунка. Золотые ворота во Владимире (1158—1164, перестроены в 17—18 веках).
Печать и бумага. Офсетная печать (гравюра) на простой бумаге (свечение в УФ-излучении отсутствует).
- Каталожные номера следующие: ЦФА (АО «Марка») 12AUV; Mi —; Sc —; SG —; Yt —[7][12][9][10][8].

Печать и бумага. Офсетная печать (гравюра) на простой флуоресцентной бумаге.
Остальные характеристики такие же, как у предыдущей марки с № 12A.

## Шестой выпуск. 1992-06-25
Шестой выпуск состоит из трёх почтовых марок, вышедших 25 июня 1992 года. Переизданы в тех же номиналах и цветах на другой бумаге и другим тиражом: марка 1 рубль — 24 июля 1992 года в виде двух разновидностей, составляющих восьмой выпуск, марки 1,5 и 5 рублей — 28 августа 1992 года по две разновидности как одиннадцатый выпуск.
Тираж марок по 3 млн.
Остальные технические характеристики совпадают с первым выпуском.
|      |              |
| № 32 | Оборот марки |

- Номинал 1 рубль. Цвет жёлто-оливковый.

Каталожные номера следующие: АО «Марка» 32; Mi 251v; Sc 6067 chalky paper; SG 6324; Yt 5930.
Описание рисунка. Музей-заповедник «Кижи» в Карелии. Кижский погост (шатровая колокольня, 1874; Преображенская церковь, 1714).
Художник. В. Э. Коваль.
|      |              |
| № 33 | Оборот марки |

- Номинал 1,5 рублей. Цвет зелёно-оливковый.

Каталожные номера следующие: АО «Марка» 33; Mi 252v; Sc 6067A chalky paper; SG 6325; Yt 5931.
Описание рисунка. Памятник Петру I (1768–1778) в Санкт-Петербурге (1782, скульптор Этьен Морис Фальконе при участии Мари-Анны Колло и Ф. Г. Гордеева; бронза).
Художник. В. Э. Коваль.
|      |              |
| № 34 | Оборот марки |

- Номинал 5 рублей. Цвет серо-зелёный.

Каталожные номера следующие: АО «Марка» 34; Mi 253v; Sc 6069 chalky paper; SG 6329; Yt 5934.
Описание рисунка. Особняк Арсения Морозова в Москве (1895—1899, архитектор В. А. Мазырин).
Художник. Ю. Н. Арцименев.

## Седьмой выпуск. 1992-07-10
Седьмой выпуск состоит из пяти разновидностей трёх почтовых марок второго и четвёртого выпусков, вышедших 10 июля 1992 года на другой бумаге и другим тиражом.
Технические характеристики совпадают с третьим выпуском.
|       |              |
| № 13A | Оборот марки |

- Номинал 60 копеек. Цвет зелёный.

Каталожные номера следующие: АО «Марка» 13A; Mi 232w; Sc 6066; SG 6322 ordinary paper; Yt 5928a.
Описание рисунка. Памятник Минину и Пожарскому в Москве (бронза, гранит, 1818, скульптор и архитектор И. П. Мартос).
Художник. В. Э. Коваль.
Печать и бумага. Офсетная печать (гравюра) на простой бумаге (свечение в УФ-излучении отсутствует).
|       |              |
| № 19A | Оборот марки |

- Номинал 10 рублей. Цвет синий.

Каталожные номера следующие: АО «Марка» 19A; Mi 238w; Sc 6070; SG 6331 ordinary paper; Yt 5935a.
Описание рисунка. Исаакиевский собор в Санкт-Петербурге (1818—1858, проект Огюста Монферрана).
Художник. В. Э. Коваль.
Печать и бумага. Офсетная печать (гравюра) на простой бумаге (свечение в УФ-излучении отсутствует).
- Каталожные номера следующие: ЦФА (АО «Марка») 19AUV; Mi —; Sc —; SG —; Yt —[7][18][9][10][8].

Печать и бумага. Офсетная печать (гравюра) на простой флуоресцентной бумаге.
Остальные характеристики такие же, как у предыдущей марки с № 19A.
|       |              |
| № 20A | Оборот марки |

- Номинал 25 рублей. Цвет пурпурно-лиловый.

Каталожные номера следующие: АО «Марка» 20A; Mi 239w; Sc 6071; SG 6333 ordinary paper; Yt 5937a.
Описание рисунка. Исаакиевский собор в Санкт-Петербурге (1818—1858, проект Огюста Монферрана).
Художник. Ю. Н. Арцименев.
Печать и бумага. Офсетная печать (гравюра) на простой бумаге (свечение в УФ-излучении отсутствует).
- Каталожные номера следующие: ЦФА (АО «Марка») 20AUV; Mi —; Sc —; SG —; Yt —[7][18][9][10][8].

Печать и бумага. Офсетная печать (гравюра) на простой флуоресцентной бумаге.
Остальные характеристики такие же, как у предыдущей марки с № 19A.

## Восьмой выпуск. 1992-07-24
Восьмой выпуск состоит из двух разновидностей почтовой марки шестого выпуска, вышедшей 24 июля 1992 года на другой бумаге и другим тиражом.
Художник. В. Э. Коваль.
Технические характеристики совпадают с третьим выпуском.
|       |              |
| № 32A | Оборот марки |

- Номинал 1 рубль. Цвет жёлто-оливковый.

Каталожные номера следующие: АО «Марка» 32A; Mi 251w; Sc 6067; SG 6324 ordinary paper; Yt 5930a.
Описание рисунка. Музей-заповедник «Кижи» в Карелии (шатровая колокольня, 1874; Преображенская церковь, 1714).
Печать и бумага. Офсетная печать (гравюра) на простой бумаге (свечение в УФ-излучении отсутствует).
- Каталожные номера следующие: ЦФА (АО «Марка») 32AUV; Mi —; Sc —; SG —; Yt —[7][22][9][10][8].

Печать и бумага. Офсетная печать (гравюра) на простой флуоресцентной бумаге.
Остальные характеристики такие же, как у предыдущей марки с № 32A.

## Девятый выпуск. 1992-08-11
Девятый выпуск состоит из одной почтовой марок, вышедшей 11 августа 1992 года. Марка переиздана 10 сентября 1992 года другим способом печати и с другими номиналом, цветом и тиражом как вторая марка двенадцатого выпуска.
Художник. В. Э. Коваль.
Технические характеристики совпадают с первым выпуском.
|      |              |
| № 41 | Оборот марки |

- Номинал 55 копеек. Цвет сине-серый.

Каталожные номера следующие: АО «Марка» 41; Mi 260; Sc 6065 chalky paper; SG 6321; Yt 5927.
Описание рисунка. Триумфальные ворота в Москве (1829—1834, архитектор О. И. Бове).

## Десятый выпуск. 1992-08-18
Десятый выпуск состоит из двух частей: марки первой части напечатаны на мелованной бумаге, марки второй — на простой.
Художник. В. Э. Коваль.
- Первая часть десятого выпуска состоит из переизданных 18 августа 1992 года двух почтовых марок первого выпуска с другими номиналами и цветом. В свою очередь эти марки были переизданы 6 ноября 1992 года по одной разновидности и составили первую часть четырнадцатого выпуска[3][4].

Тираж марок по 3 млн.
Остальные технические характеристики совпадают с первым выпуском.
|      |              |
| № 42 | Оборот марки |

- Номинал 50 копеек. Цвет сине-серый.

Каталожные номера следующие: АО «Марка» 42; Mi 261v; Sc 6064 chalky paper; SG 6320; Yt 5926.
Описание рисунка. Георгий Победоносец.
|      |              |
| № 43 | Оборот марки |

- Номинал 80 копеек. Цвет тёмно-вишнёвый.

Каталожные номера следующие: АО «Марка» 43; Mi 262v; Sc 6066A chalky paper; SG 6323; Yt 5929.
Описание рисунка. Монумент «Тысячелетие России» (бронза, гранит, 1862, скульптор М. О. Микешин, архитектор В. А. Гартман. Установлен в Великом Новгороде).
- Вторая часть десятого выпуска состоит из двух разновидностей почтовой марки второго выпуска, вышедшей 18 августа 1992 года на другой бумаге и другим тиражом[11][12].

Технические характеристики совпадают с третьим выпуском.
|       |              |
| № 14A | Оборот марки |

- Номинал 2 рубля. Цвет синий.

Каталожные номера следующие: АО «Марка» 14A; Mi 233w; Sc 6068; SG 6326 ordinary paper; Yt 5932a.
Описание рисунка. Собор Покрова Пресвятой Богородицы, что на Рву в Москве (храм Василия Блаженного, 1555—1561, зодчие Барма и Постник).
Печать и бумага. Офсетная печать (гравюра) на простой бумаге (свечение в УФ-излучении отсутствует).
- Каталожные номера следующие: ЦФА (АО «Марка») 14AUV; Mi —; Sc —; SG —; Yt —.

Печать и бумага. Офсетная печать (гравюра) на простой флуоресцентной бумаге.
Остальные характеристики такие же, как у предыдущей марки с № 14A.

## Одиннадцатый выпуск. 1992-08-28
Одиннадцатый выпуск состоит из четырёх разновидностей двух почтовых марок из состава шестого выпуска, вышедших 28 августа 1992 года на другой бумаге и другим тиражом.
Технические характеристики совпадают с третьим выпуском.
|       |              |
| № 33A | Оборот марки |

- Номинал 1,5 рублей. Цвет зелёно-оливковый.

Каталожные номера следующие: АО «Марка» 33A; Mi 252w; Sc 6067A; SG 6325 ordinary paper; Yt 5931a.
Описание рисунка. Памятник Петру I (1768–1778) в Санкт-Петербурге (1782, скульптор Этьен Морис Фальконе при участии Мари-Анны Колло и Ф. Г. Гордеева; бронза).
Художник. В. Э. Коваль.
Печать и бумага. Офсетная печать (гравюра) на простой бумаге (свечение в УФ-излучении отсутствует).
- Каталожные номера следующие: ЦФА (АО «Марка») 33AUV; Mi —; Sc —; SG —; Yt —.

Печать и бумага. Офсетная печать (гравюра) на простой флуоресцентной бумаге.
Остальные характеристики такие же, как у предыдущей марки с № 33A.
|       |              |
| № 34A | Оборот марки |

- Номинал 5 рублей. Цвет серо-зелёный.

Каталожные номера следующие: АО «Марка» 34A; Mi 253w; Sc 6069; SG 6329 ordinary paper; Yt 5934a.
Описание рисунка. Особняк Арсения Морозова в Москве (1895—1899, архитектор В. А. Мазырин).
Художник. Ю. Н. Арцименев.
Печать и бумага. Офсетная печать (гравюра) на простой бумаге (свечение в УФ-излучении отсутствует).
- Каталожные номера следующие: ЦФА (АО «Марка») 34AUV; Mi —; Sc —; SG —; Yt —.

Печать и бумага. Офсетная печать (гравюра) на простой флуоресцентной бумаге.
Остальные характеристики такие же, как у предыдущей марки с № 34A.

## Двенадцатый выпуск. 1992-09-10
Двенадцатый выпуск состоит из трёх почтовых марок, вышедших 10 сентября 1992 года, причём марка 25 копеек — это марка девятого выпуска, переизданная другим способом печати и с другими номиналом, цветом и тиражом. В свою очередь, марки двенадцатого выпуска переизданы на другой бумаге и другим тиражом: марки 15 и 25 копеек — 30 октября 1992 года по одной разновидности как тринадцатый выпуск, марка 3 рубля — 6 ноября 1992 года в двух разновидностях как вторая часть четырнадцатого выпуска. Другим способом печати на другой бумаге и другим тиражом марки переизданы: марка 15 копеек — 29 января 1993 года как семнадцатый выпуск, марка 3 рубля — 31 мая 1993 года в двух разновидностях как двадцать второй выпуск.
Размеры. Размер марок 26 × 18,5 мм, размер рисунков 21,5 × 14 мм.
Печать и бумага. Глубокая печать (гравюра) на мелованной флуоресцентной бумаге.
Рамочная зубцовка 11½:12.
Марочный лист 100 (10 × 10).
Тираж марок по 3 млн.
|      |              |
| № 47 | Оборот марки |

- Номинал 15 копеек. Цвет коричневый.

Каталожные номера следующие: АО «Марка» 47; Mi 266IAv; Sc 6060A chalky paper; SG 6343 fluorescent paper; Yt 5922.
Описание рисунка. Псковский Кремль (Плоская башня у Нижних решёток, 1500; башня Кутекрома, 1400; Троицкий собор, 1682—1699).
Художник. Ю. Н. Арцименев.
|      |              |
| № 48 | Оборот марки |

- Номинал 25 копеек. Цвет светло-коричневый.

Каталожные номера следующие: АО «Марка» 48; Mi 267IAv; Sc 6062 chalky paper; SG 6344 fluorescent paper; Yt 5924.
Описание рисунка. Триумфальные ворота в Москве (1829—1834, архитектор О. И. Бове).
Художник. В. Э. Коваль.
|      |              |
| № 49 | Оборот марки |

- Номинал 3 рубля. Цвет коричнево-красный.

Каталожные номера следующие: АО «Марка» 49; Mi 268IAv; Sc 6068A chalky paper; SG 6345; Yt 5933.
Описание рисунка. Государственная Третьяковская галерея в Москве (фасад сооружён в 1902 году по проекту художника В. М. Васнецова).
Художник. В. Э. Коваль.

## Тринадцатый выпуск. 1992-10-30
Тринадцатый выпуск состоит из переизданных двух почтовых марок из состава двенадцатого выпуска, вышедших 30 октября 1992 года на другой бумаге и другим тиражом.
Размеры. Размер марок 26 × 18,5 мм, размер рисунков 21,5 × 14 мм.
Гребенчатая зубцовка 11½:12.
Марочный лист 100 (10 × 10).
Тираж марок массовый.
|       |              |
| № 47A | Оборот марки |

- Номинал 15 копеек. Цвет коричневый.

Каталожные номера следующие: АО «Марка» 47A; Mi 266IAw; Sc 6060A; SG 6343; Yt 5922b.
Описание рисунка. Псковский Кремль (Плоская башня у Нижних решёток, 1500; башня Кутекрома, 1400; Троицкий собор, 1682—1699).
Художник. Ю. Н. Арцименев.
Печать и бумага. Глубокая печать (гравюра) на простой бумаге (свечение в УФ-излучении отсутствует).
|       |              |
| № 48A | Оборот марки |

- Номинал 25 копеек. Цвет светло-коричневый.

Каталожные номера следующие: АО «Марка» 48A; Mi 267IAw; Sc 6062; SG 6344; Yt —.
Описание рисунка. Триумфальные ворота в Москве (1829—1834, архитектор О. И. Бове).
Художник. В. Э. Коваль.
Печать и бумага. Глубокая печать (гравюра) на простой бумаге (свечение в УФ-излучении отсутствует).

## Четырнадцатый выпуск. 1992-11-06
Четырнадцатый выпуск состоит из двух частей: марки первой части напечатаны офсетом, марки второй — глубокой печатью.
Художник. В. Э. Коваль.
- Первая часть четырнадцатого выпуска включает по одной разновидности двух почтовых марок, составляющих первую часть десятого выпуска, вышедших 6 ноября 1992 года на другой бумаге и другим тиражом[11][12].

Технические характеристики совпадают с третьим выпуском.
|       |              |
| № 42A | Оборот марки |

- Номинал 50 копеек. Цвет сине-серый.

Каталожные номера следующие: АО «Марка» 42A; Mi 261w; Sc 6064; SG 6320 ordinary paper; Yt 5926a.
Описание рисунка. Георгий Победоносец.
Печать и бумага. Офсетная печать (гравюра) на простой бумаге (свечение в УФ-излучении отсутствует).
|       |              |
| № 43A | Оборот марки |

- Номинал 80 копеек. Цвет тёмно-вишнёвый.

Каталожные номера следующие: АО «Марка» 43A; Mi 262w; Sc 6066A; SG 6323 ordinary paper; Yt 5929a.
Описание рисунка. Монумент «Тысячелетие России» (бронза, гранит, 1862, скульптор М. О. Микешин, архитектор В. А. Гартман. Установлен в Великом Новгороде).
Печать и бумага. Офсетная печать (гравюра) на простой бумаге (свечение в УФ-излучении отсутствует).
- Вторая часть четырнадцатого выпуска состоит из двух разновидностей третьей почтовой марки двенадцатого выпуска, вышедших 6 ноября 1992 года на другой бумаге и другим тиражом[17][18].

Технические характеристики совпадают с тринадцатым выпуском.
|       |              |
| № 49A | Оборот марки |

- Номинал 3 рубля. Цвет коричнево-красный.

Каталожные номера следующие: АО «Марка» 49A; Mi 268IAw; Sc 6068A; SG 6345 ordinary paper; Yt 5933b.
Описание рисунка. Государственная Третьяковская галерея в Москве (фасад сооружён в 1902 году по проекту художника В. М. Васнецова).
Печать и бумага. Глубокая печать (гравюра) на простой бумаге (свечение в УФ-излучении отсутствует).
- Каталожные номера следующие: ЦФА (АО «Марка») 49AUV; Mi —; Sc —; SG —; Yt —.

Печать и бумага. Глубокая печать (гравюра) на простой флуоресцентной бумаге.
Остальные характеристики такие же, как у предыдущей марки с № 49A.

## Пятнадцатый выпуск. 1992-12-25
Пятнадцатый выпуск состоит также из двух частей: марки первой части напечатаны офсетом, марки второй — глубокой печатью.
Художник. Ю. Н. Арцименев.
- Первая часть пятнадцатого выпуска состоит из двух разновидностей третьей почтовой марки четвёртого выпуска, вышедших 25 декабря 1992 года на другой бумаге и другим тиражом[17][18].

Технические характеристики совпадают с третьим выпуском.
|       |              |
| № 21A | Оборот марки |

- Номинал 100 рублей. Цвет зелёный.

Каталожные номера следующие: АО «Марка» 21A; Mi 240w; Sc 6071A; SG 6337 ordinary paper; Yt 5941a.
Описание рисунка. Московский Кремль (вид со стороны Москворецкого моста).
Печать и бумага. Офсетная печать (гравюра) на простой бумаге (свечение в УФ-излучении отсутствует).
|                                                               |                                                               |
| № 21AUV                                                       | Оборот марки                                                  |
|                                                               |                                                               |
| При УФ-излучении с длиной волны 365 нм на флуоресцентном фоне | При УФ-излучении с длиной волны 254 нм на флуоресцентном фоне |

- Каталожные номера следующие: ЦФА (АО «Марка») 21AUV; Mi —; Sc —; SG —; Yt —.

Печать и бумага. Офсетная печать (гравюра) на простой флуоресцентной бумаге (бумага светится белым в длинноволновом УФ-излучении с длиной волны 365 нм, в коротковолновом УФ-излучении с длиной волны 254 нм бумага не светится).
Остальные характеристики такие же, как у предыдущей марки с № 21A.
- Вторая часть пятнадцатого выпуска состоит из четырёх почтовых марок, вышедших 25 декабря 1992 года[32][33]. Переизданы на другой бумаге и другим тиражом: две разновидности марки 15 рублей — 6 мая 1993 года как двадцатый выпуск, две разновидности марки 50 рублей — 7 мая 1993 года как двадцать первый выпуск, две разновидности марки 250 рублей — 29 июня 1993 года как первая марка двадцать четвёртого выпуска и одна разновидность марки 500 рублей — 29 июня 1993 года как вторая марка двадцать четвёртого выпуска[34][35][36][33]. Другим способом печати на такой же бумаге, но с другим номиналом и цветом марка 15 рублей переиздана 25 января 1993 года как первая марка шестнадцатого выпуска[37][38]. Другим способом печати на другой бумаге в двух разновидностях переизданы: марка 15 рублей — 4 февраля 1993 года как восемнадцатый выпуск[39][33], марка 50 рублей — 28 октября 1993 года как двадцать шестой выпуск[35][33], марка 250 рублей — 3 марта 1994 года как первая марка двадцать восьмого выпуска[40][33], марка 500 рублей — 24 марта 1994 года как двадцать девятый выпуск[41][33].

Технические характеристики совпадают с двенадцатым выпуском, кроме размера тиража.
|      |              |
| № 59 | Оборот марки |

- Номинал 15 рублей. Цвет коричневый.

Каталожные номера следующие: АО «Марка» 59; Mi 278IAv; Sc 6111a; SG 6346; Yt 5936.
Описание рисунка. «Конь с идущим юношей» — завершающая стадия укрощения, четвёртая скульптурная композиция «Укрощение коня человеком» на Аничковом мосту в Санкт-Петербурге (бронза, 1838 год, скульптор П. К. Клодт).
Тираж марок 3 млн.
|      |              |
| № 60 | Оборот марки |

- Номинал 50 рублей. Цвет сине-фиолетовый.

Каталожные номера следующие: АО «Марка» 60; Mi 279aIAv; Sc 6113; SG 6347; Yt 5939.
Описание рисунка. Ростовский кремль в Ярославской области (город Ростов Великий. Церковь Спаса на Сенях, 1675; стены и башни, XVII век).
Тираж марок 3 млн.
|      |              |
| № 61 | Оборот марки |

- Номинал 250 рублей. Цвет зелёный.

Каталожные номера следующие: АО «Марка» 61; Mi 280IAv; Sc 6116; SG 6348; Yt 5942.
Описание рисунка. Церковь Покрова на Нерли во Владимирской области (XII век, построена близ Боголюбова, при впадении реки Нерли в Клязьму).
Тираж марок 2 млн.
|      |              |
| № 62 | Оборот марки |

- Номинал 500 рублей. Цвет вишнёвый.

Каталожные номера следующие: АО «Марка» 62; Mi 281IAv; Sc 6118; SG 6349; Yt 5943.
Описание рисунка. Главное здание Московского государственного университета имени М. В. Ломоносова (1949—1953, проект архитекторов Б. М. Иофана, Л. В. Руднева, С. Е. Чернышёва, П. В. Абросимова, А. Ф. Хрякова и инженера В. Н. Насонова).
Тираж марок 1 млн.

## Шестнадцатый выпуск. 1993-01-25
Шестнадцатый выпуск состоит из переизданных 25 января 1993 года двух почтовых марок с другими номиналами и цветом: первой марки второй части пятнадцатого выпуска и второй марки четвёртого выпуска. В свою очередь эти марки были переизданы 29 апреля 1993 года соответственно в одной разновидности и в двух как девятнадцатый выпуск.
Художник. Ю. Н. Арцименев.
Тираж марок по 3 млн.
Остальные технические характеристики совпадают с первым выпуском.
|      |              |
| № 68 | Оборот марки |

- Номинал 45 рублей. Цвет тёмно-синий.

Каталожные номера следующие: АО «Марка» 68; Mi 287v; Sc 6112; SG 6334; Yt 5938.
Описание рисунка. «Конь с идущим юношей» — завершающая стадия укрощения, четвёртая скульптурная композиция «Укрощение коня человеком» на Аничковом мосту в Санкт-Петербурге (бронза, 1838 год, скульптор П. К. Клодт).
|      |              |
| № 69 | Оборот марки |

- Номинал 75 рублей. Цвет тёмно-вишнёвый.

Каталожные номера следующие: АО «Марка» 69; Mi 288v; Sc 6114; SG 6336; Yt 5940.
Описание рисунка. Памятник Юрию Долгорукому в Москве (бронза, гранит, 1954, скульптор С. М. Орлов и другие, архитектор В. С. Андреев).

## Семнадцатый выпуск. 1993-01-29
Семнадцатый выпуск состоит из разновидности первой марки двенадцатого выпуска, вышедшей 29 января 1993 года на другой бумаге и отпечатанной другим способом печати и другим тиражом.
Художник. Ю. Н. Арцименев.
Печать и бумага. Офсетная печать (гравюра) на простой бумаге (свечение в УФ-излучении отсутствует).
Остальные технические характеристики совпадают с третьим выпуском.
На марке указан год первого выпуска в обращение — «1992».
|       |              |
| № 47B | Оборот марки |

- Номинал 15 копеек. Цвет коричневый.

Каталожные номера следующие: АО «Марка» 47B; Mi 266IICw; Sc —; SG 6317; Yt 5922a.
Описание рисунка. Псковский Кремль (Плоская башня у Нижних решёток, 1500; башня Кутекрома, 1400; Троицкий собор, 1682—1699).

## Восемнадцатый выпуск. 1993-02-04
Восемнадцатый выпуск состоит из двух разновидностей первой марки второй части пятнадцатого выпуска, вышедших 4 февраля 1993 года на другой бумаге и отпечатанных другим способом печати и другим тиражом.
Художник. Ю. Н. Арцименев.
Технические характеристики совпадают с третьим выпуском.
На марках указан год первого выпуска в обращение — «1992».
|       |              |
| № 59B | Оборот марки |

- Номинал 15 рублей. Цвет коричневый.

Каталожные номера следующие: АО «Марка» 59B; Mi 278IICw; Sc 6111; SG 6332; Yt 5936a.
Описание рисунка. «Конь с идущим юношей» — завершающая стадия укрощения, четвёртая скульптурная композиция «Укрощение коня человеком» на Аничковом мосту в Санкт-Петербурге (бронза, 1838 год, скульптор П. К. Клодт).
Печать и бумага. Офсетная печать (гравюра) на простой бумаге (свечение в УФ-излучении отсутствует).
- Каталожные номера следующие: ЦФА (АО «Марка») 59BUV; Mi —; Sc —; SG —; Yt —.

Печать и бумага. Офсетная печать (гравюра) на простой флуоресцентной бумаге.
Остальные характеристики такие же, как у предыдущей марки с № 59B.

## Девятнадцатый выпуск. 1993-04-29
Девятнадцатый выпуск состоит из трёх разновидностей двух почтовых марок шестнадцатого выпуска, вышедших 29 апреля 1993 года на другой бумаге, в немного изменённых цветах и другим тиражом.
Художник. Ю. Н. Арцименев.
Технические характеристики совпадают с третьим выпуском.
|       |              |
| № 68A | Оборот марки |

- Номинал 45 рублей. Цвет тёмно-синий.

Каталожные номера следующие: АО «Марка» 68A; Mi 287w; Sc —; SG 6334 ordinary paper; Yt 5938a.
Описание рисунка. «Конь с идущим юношей» — завершающая стадия укрощения, четвёртая скульптурная композиция «Укрощение коня человеком» на Аничковом мосту в Санкт-Петербурге (бронза, 1838 год, скульптор П. К. Клодт).
Печать и бумага. Офсетная печать (гравюра) на простой бумаге (свечение в УФ-излучении отсутствует).
|       |              |
| № 69A | Оборот марки |

- Номинал 75 рублей. Цвет коричнево-вишнёвый.

Каталожные номера следующие: АО «Марка» 69A; Mi 288w; Sc —; SG 6336 ordinary paper; Yt 5940a.
Описание рисунка. Памятник Юрию Долгорукому в Москве (бронза, гранит, 1954, скульптор С. М. Орлов и другие, архитектор В. С. Андреев).
Печать и бумага. Офсетная печать (гравюра) на простой бумаге (свечение в УФ-излучении отсутствует).
- Каталожные номера следующие: ЦФА (АО «Марка») 69AUV; Mi —; Sc —; SG —; Yt —.

Печать и бумага. Офсетная печать (гравюра) на простой флуоресцентной бумаге.
Остальные характеристики такие же, как у предыдущей марки с № 69A.

## Двадцатый выпуск. 1993-05-06
Двадцатый выпуск состоит из двух разновидностей первой марки второй части пятнадцатого выпуска, вышедших 6 мая 1993 года на другой бумаге и другим тиражом.
Художник. Ю. Н. Арцименев.
Технические характеристики совпадают с тринадцатым выпуском.
На марках указан год первого выпуска в обращение — «1992».
|       |              |
| № 59A | Оборот марки |

- Номинал 15 рублей. Цвет коричневый.

Каталожные номера следующие: АО «Марка» 59A; Mi 278IAw; Sc —; SG 6346 ordinary paper; Yt 5936b.
Описание рисунка. «Конь с идущим юношей» — завершающая стадия укрощения, четвёртая скульптурная композиция «Укрощение коня человеком» на Аничковом мосту в Санкт-Петербурге (бронза, 1838 год, скульптор П. К. Клодт).
Печать и бумага. Глубокая печать (гравюра) на простой бумаге (свечение в УФ-излучении отсутствует).
- Каталожные номера следующие: ЦФА (АО «Марка») 59AUV; Mi —; Sc —; SG —; Yt —.

Печать и бумага. Глубокая печать (гравюра) на простой флуоресцентной бумаге.
Остальные характеристики такие же, как у предыдущей марки с № 59A.

## Двадцать первый выпуск. 1993-05-07
Двадцатый выпуск состоит из двух разновидностей второй марки второй части пятнадцатого выпуска, вышедших 7 мая 1993 года на другой бумаге и другим тиражом.
Художник. Ю. Н. Арцименев.
Технические характеристики совпадают с тринадцатым выпуском.
На марках указан год первого выпуска в обращение — «1992».
|       |              |
| № 60A | Оборот марки |

- Номинал 50 рублей. Цвет сине-фиолетовый.

Каталожные номера следующие: АО «Марка» 60A; Mi 279aIAw; Sc —; SG 6347 ordinary paper; Yt 5939b.
Описание рисунка. Ростовский кремль в Ярославской области (город Ростов Великий. Церковь Спаса на Сенях, 1675; стены и башни, XVII век).
Печать и бумага. Глубокая печать (гравюра) на простой бумаге (свечение в УФ-излучении отсутствует).
- Каталожные номера следующие: ЦФА (АО «Марка») 60AUV; Mi —; Sc —; SG —; Yt —.

Печать и бумага. Глубокая печать (гравюра) на простой флуоресцентной бумаге.
Остальные характеристики такие же, как у предыдущей марки с № 60A.

## Двадцать второй выпуск. 1993-05-31
Двадцать второй выпуск состоит из двух разновидностей третьей марки двенадцатого выпуска, вышедших 31 мая 1993 года на другой бумаге и отпечатанных другим способом печати другим цветом и другим тиражом.
Художник. В. Э. Коваль.
Технические характеристики совпадают с третьим выпуском.
На марках указан год первого выпуска в обращение — «1992».
|       |              |
| № 49B | Оборот марки |

- Номинал 3 рубля. Цвет красный.

Каталожные номера следующие: АО «Марка» 49B; Mi 268IICw; Sc —; SG 6327; Yt 5933a.
Описание рисунка. Государственная Третьяковская галерея в Москве (фасад сооружён в 1902 году по проекту художника В. М. Васнецова).
Печать и бумага. Глубокая печать (гравюра) на простой бумаге (свечение в УФ-излучении отсутствует).
- Каталожные номера следующие: ЦФА (АО «Марка») 49BUV; Mi —; Sc —; SG —; Yt —.

Печать и бумага. Глубокая печать (гравюра) на простой флуоресцентной бумаге.
Остальные характеристики такие же, как у предыдущей марки с № 49B.

## Двадцать третий выпуск. 1993-06-04
Двадцать третий выпуск состоит из переизданных 4 июня 1993 года с другими номиналами и цветом марок шестого выпуска: двух разновидностей первой марки и одной разновидности второй. Переизданы, в свою очередь, 15 июля 1993 как двадцать пятый выпуск на другой бумаге и другим тиражом.
Художник. В. Э. Коваль.
Технические характеристики совпадают с третьим выпуском.
|       |              |
| № 94A | Оборот марки |

- Номинал 4 рубля. Цвет вишнёво-коричневый.

Каталожные номера следующие: АО «Марка» 94A; Mi 313w; Sc 6109; SG 6328; Yt 5998.
Описание рисунка. Музей-заповедник «Кижи» в Карелии (шатровая колокольня, 1874; Преображенская церковь, 1714).
Печать и бумага. Офсетная печать (гравюра) на простой бумаге (свечение в УФ-излучении отсутствует).
- Каталожные номера следующие: ЦФА (АО «Марка») 94AUV; Mi —; Sc —; SG —; Yt —.

Печать и бумага. Офсетная печать (гравюра) на простой флуоресцентной бумаге.
Остальные характеристики такие же, как у предыдущей марки с № 94A.
|       |              |
| № 95A | Оборот марки |

- Номинал 6 рублей. Цвет синий.

Каталожные номера следующие: АО «Марка» 95A; Mi 314w; Sc 6110; SG 6330; Yt 5999.
Описание рисунка. Памятник Петру I (1768–1778) в Санкт-Петербурге (1782, скульптор Этьен Морис Фальконе при участии Мари-Анны Колло и Ф. Г. Гордеева; бронза).
Печать и бумага. Офсетная печать (гравюра) на простой бумаге (свечение в УФ-излучении отсутствует).

## Двадцать четвёртый выпуск. 1993-06-29
Двадцать четвёртый выпуск состоит из трёх разновидностей марок пятнадцатого выпуска, вышедших 29 июня 1993 года на другой бумаге и другим тиражом: двух разновидностей третьей марки второй части и одной разновидности четвёртой марки второй части.
Художник. Ю. Н. Арцименев.
Технические характеристики совпадают с тринадцатым выпуском.
На марках указан год первого выпуска в обращение — «1992».
|       |              |
| № 61A | Оборот марки |

- Номинал 250 рублей. Цвет зелёный.

Каталожные номера следующие: АО «Марка» 61A; Mi 280IAw; Sc —; SG 6348 ordinary paper; Yt 5942b.
Описание рисунка. Церковь Покрова на Нерли во Владимирской области (XII век, построена близ Боголюбова, при впадении реки Нерли в Клязьму).
Печать и бумага. Глубокая печать (гравюра) на простой бумаге (свечение в УФ-излучении отсутствует).
- Каталожные номера следующие: ЦФА (АО «Марка») 61AUV; Mi —; Sc —; SG —; Yt —.

Печать и бумага. Глубокая печать (гравюра) на простой флуоресцентной бумаге.
Остальные характеристики такие же, как у предыдущей марки с № 61A.
|       |              |
| № 62A | Оборот марки |

- Номинал 500 рублей. Цвет вишнёвый.

Каталожные номера следующие: АО «Марка» 62A; Mi 281IAw; Sc —; SG 6349 ordinary paper; Yt 5943b.
Описание рисунка. Главное здание Московского государственного университета имени М. В. Ломоносова (1949—1953, проект архитекторов Б. М. Иофана, Л. В. Руднева, С. Е. Чернышёва, П. В. Абросимова, А. Ф. Хрякова и инженера В. Н. Насонова).
Печать и бумага. Глубокая печать (гравюра) на простой бумаге (свечение в УФ-излучении отсутствует).

## Двадцать пятый выпуск. 1993-07-15
Двадцать пятый выпуск состоит из разновидности первой и разновидности третьей марки двадцать третьего выпуска, вышедших 15 июля 1993 года на другой бумаге и другим тиражом.
Художник. В. Э. Коваль.
Тираж марок по 3 млн.
Остальные технические характеристики совпадают с первым выпуском.
|      |              |
| № 94 | Оборот марки |

- Номинал 4 рубля. Цвет вишнёво-коричневый.

Каталожные номера следующие: АО «Марка» 94; Mi 313v; Sc —; SG 6328 fluorescent paper; Yt 5996.
Описание рисунка. Музей-заповедник «Кижи» в Карелии (шатровая колокольня, 1874; Преображенская церковь, 1714).
|      |              |
| № 95 | Оборот марки |

- Номинал 6 рублей. Цвет синий.

Каталожные номера следующие: АО «Марка» 95; Mi 314v; Sc —; SG 6330 fluorescent paper; Yt 5997.
Описание рисунка. Памятник Петру I (1768–1778) в Санкт-Петербурге (1782, скульптор Этьен Морис Фальконе при участии Мари-Анны Колло и Ф. Г. Гордеева; бронза).

## Двадцать шестой выпуск. 1993-10-28
Двадцать шестой выпуск состоит из двух разновидностей второй марки второй части пятнадцатого выпуска, вышедших 28 октября 1993 года на другой бумаге и отпечатанных другим способом печати другим цветом и другим тиражом.
Художник. Ю. Н. Арцименев.
Технические характеристики совпадают с третьим выпуском.
На марках указан год первого выпуска в обращение — «1992».
|       |              |
| № 60B | Оборот марки |

- Номинал 50 рублей. Цвет фиолетовый.

Каталожные номера следующие: АО «Марка» 60B; Mi 279bIICw; Sc —; SG 6335; Yt 5939a.
Описание рисунка. Ростовский кремль в Ярославской области (город Ростов Великий. Церковь Спаса на Сенях, 1675; стены и башни, XVII век).
Печать и бумага. Офсетная печать (гравюра) на простой бумаге (свечение в УФ-излучении отсутствует).
|                                                               |                                                               |
| № 60BUV                                                       | Оборот марки                                                  |
|                                                               |                                                               |
| При УФ-излучении с длиной волны 365 нм на флуоресцентном фоне | При УФ-излучении с длиной волны 254 нм на флуоресцентном фоне |

- Каталожные номера следующие: ЦФА (АО «Марка») 60BUV; Mi —; Sc —; SG —; Yt —.

Печать и бумага. Офсетная печать (гравюра) на простой флуоресцентной бумаге (бумага светится белым в длинноволновом УФ-излучении с длиной волны 365 нм, в коротковолновом УФ-излучении с длиной волны 254 нм бумага не светится).
Остальные характеристики такие же, как у предыдущей марки с № 60B.

## Двадцать седьмой выпуск. 1993-12-30
Двадцать седьмой выпуск состоит из переизданных 30 декабря 1993 года с другими номиналами и цветом первой и второй марки второго выпуска. В свою очередь эти марки были переизданы 3 марта 1994 года в двух разновидностях каждая соответственно как вторая и третья марки двадцать восьмого выпуска.
Художник. В. Э. Коваль.
Тираж марок по 3 млн.
Остальные технические характеристики совпадают с первым выпуском.
|       |              |
| № 138 | Оборот марки |

- Номинал 150 рублей. Цвет голубой.

Каталожные номера следующие: АО «Марка» 138; Mi 349v; Sc 6115; SG 6338; Yt 6038.
Описание рисунка. Золотые ворота во Владимире (1158—1164, перестроены в 17—18 веках).
|       |              |
| № 139 | Оборот марки |

- Номинал 300 рублей. Цвет тёмно-красный.

Каталожные номера следующие: АО «Марка» 139; Mi 350v; Sc 6117; SG 6340; Yt 6039.
Описание рисунка. Памятник Минину и Пожарскому в Москве (бронза, гранит, 1818, скульптор и архитектор И. П. Мартос).

## Двадцать восьмой выпуск. 1994-03-03
Двадцать восьмой выпуск состоит из шести разновидностей трёх марок, вышедших 3 марта 1994 года другим тиражом на другой бумаге с флуоресценцией и без: третьей марки второй части пятнадцатого выпуска, отпечатанной другим способом печати, и двух марок двадцать седьмого выпуска в немного изменённом цвете.
Технические характеристики совпадают с третьим выпуском.
|       |              |
| № 61B | Оборот марки |

- Номинал 250 рублей. Цвет зелёный.

Каталожные номера следующие: АО «Марка» 61B; Mi 280IICw; Sc —; SG 6339; Yt 5942a.
Описание рисунка. Церковь Покрова на Нерли во Владимирской области (XII век, построена близ Боголюбова, при впадении реки Нерли в Клязьму).
Печать и бумага. Офсетная печать (гравюра) на простой бумаге (свечение в УФ-излучении отсутствует).
Художник. Ю. Н. Арцименев.
На марке указан год первого выпуска в обращение — «1992».
|                                                               |                                                               |
| № 61BUV                                                       | Оборот марки                                                  |
|                                                               |                                                               |
| При УФ-излучении с длиной волны 365 нм на флуоресцентном фоне | При УФ-излучении с длиной волны 254 нм на флуоресцентном фоне |

- Каталожные номера следующие: ЦФА (АО «Марка») 61BUV; Mi —; Sc —; SG —; Yt —.

Печать и бумага. Офсетная печать (гравюра) на простой флуоресцентной бумаге (бумага светится белым в длинноволновом УФ-излучении с длиной волны 365 нм, в коротковолновом УФ-излучении с длиной волны 254 нм бумага не светится).
Остальные характеристики такие же, как у предыдущей марки с № 61B.
|        |              |
| № 138A | Оборот марки |

- Номинал 150 рублей. Цвет голубой.

Каталожные номера следующие: АО «Марка» 138A; Mi 349w; Sc —; SG 6338 ordinary paper; Yt 6038a.
Описание рисунка. Золотые ворота во Владимире (1158—1164, перестроены в 17—18 веках).
Печать и бумага. Офсетная печать (гравюра) на простой бумаге (свечение в УФ-излучении отсутствует).
Художник. В. Э. Коваль.
На марке указан год первого выпуска в обращение — «1993».
- Каталожные номера следующие: ЦФА (АО «Марка») 138AUV; Mi —; Sc —; SG —; Yt —.

Печать и бумага. Офсетная печать (гравюра) на простой флуоресцентной бумаге.
Остальные характеристики такие же, как у предыдущей марки с № 138A.
|        |              |
| № 139A | Оборот марки |

- Номинал 300 рублей. Цвет красно-коричневый.

Каталожные номера следующие: АО «Марка» 139A; Mi 350w; Sc —; SG 6340 ordinary paper; Yt 6039a.
Описание рисунка. Памятник Минину и Пожарскому в Москве (бронза, гранит, 1818, скульптор и архитектор И. П. Мартос).
Печать и бумага. Офсетная печать (гравюра) на простой бумаге (свечение в УФ-излучении отсутствует).
Художник. В. Э. Коваль.
На марке указан год первого выпуска в обращение — «1993».
|                                                               |                                                               |
| № 139AUV                                                      | Оборот марки                                                  |
|                                                               |                                                               |
| При УФ-излучении с длиной волны 365 нм на флуоресцентном фоне | При УФ-излучении с длиной волны 254 нм на флуоресцентном фоне |

- Каталожные номера следующие: ЦФА (АО «Марка») 139AUV; Mi —; Sc —; SG —; Yt —.

Печать и бумага. Офсетная печать (гравюра) на простой флуоресцентной бумаге (бумага светится белым в УФ-излучении с длиной волны как 365 нм, так и 254 нм).
Остальные характеристики такие же, как у предыдущей марки с № 139A.

## Двадцать девятый выпуск. 1994-03-24
Двадцать девятый выпуск состоит из двух разновидностей четвёртой марки второй части пятнадцатого выпуска, вышедшей 24 марта 1994 года другим тиражом на другой бумаге с флуоресценцией и без и отпечатанной другим способом печати.
Художник. Ю. Н. Арцименев.
Технические характеристики совпадают с третьим выпуском.
На марке указан год первого выпуска в обращение — «1992».
|       |              |
| № 62B | Оборот марки |

- Номинал 500 рублей. Цвет вишнёвый.

Каталожные номера следующие: АО «Марка» 62B; Mi 281IICw; Sc —; SG 6341; Yt 5943a.
Описание рисунка. Главное здание Московского государственного университета имени М. В. Ломоносова (1949—1953, проект архитекторов Б. М. Иофана, Л. В. Руднева, С. Е. Чернышёва, П. В. Абросимова, А. Ф. Хрякова и инженера В. Н. Насонова).
Печать и бумага. Офсетная печать (гравюра) на простой бумаге (свечение в УФ-излучении отсутствует).
- Каталожные номера следующие: ЦФА (АО «Марка») 62BUV; Mi —; Sc —; SG —; Yt —.

Печать и бумага. Офсетная печать (гравюра) на простой флуоресцентной бумаге.
Остальные характеристики такие же, как у предыдущей марки с № 62B.

## Тридцатый выпуск. 1995-01-26
Тридцатый выпуск состоит из двух разновидностей одной марки, вышедшей 26 января 1995 года. Переиздана 21 февраля 1995 как первая марка тридцать первого выпуска на другой бумаге и другим тиражом.
Художник. А. М. Московец.
Технические характеристики совпадают с третьим выпуском.
|        |              |
| № 195A | Оборот марки |

- Номинал 1000 рублей. Цвет серо-синий.

Каталожные номера следующие: АО «Марка» 195A; Mi 414w; Sc 6120; SG 6341b; Yt 6098a.
Описание рисунка. Санкт-Петербург. Петропавловская крепость. Заложена по плану Петра I в 1703 году.
Печать и бумага. Офсетная печать (гравюра) на волокнистой (на обороте марки видны вертикальные «волокна») бумаге (свечение в УФ-излучении отсутствует).
- Каталожные номера следующие: ЦФА (АО «Марка») 195AUV; Mi —; Sc —; SG —; Yt —.

Печать и бумага. Офсетная печать (гравюра) на простой флуоресцентной бумаге.
Остальные характеристики такие же, как у предыдущей марки с № 195A.

## Тридцать первый выпуск. 1995-02-21
Тридцать первый выпуск состоит из пяти марок, изданных 21 февраля 1995 года, причём первая марка — это переиздание на другой бумаге и другим тиражом тридцатого выпуска. Марки со второй по пятую переизданы на другой бумаге и другим тиражом по две или три разновидности 6 марта 1995 года как тридцать второй выпуск
Тираж марок по 0,5 млн.
Остальные технические характеристики совпадают с первым выпуском.
|       |              |
| № 195 | Оборот марки |

- Номинал 1000 рублей. Цвет серо-синий.

Каталожные номера следующие: АО «Марка» 195; Mi 414v; Sc —; SG 6341b fluorescent paper; Yt 6098.
Описание рисунка. Санкт-Петербург. Петропавловская крепость. Заложена по плану Петра I в 1703 году.
Художник. А. М. Московец.
|       |              |
| № 199 | Оборот марки |

- Номинал 750 рублей. Цвет зелёный.

Каталожные номера следующие: АО «Марка» 199; Mi 418v; Sc 6119; SG 6341a; Yt 6118.
Описание рисунка. Москва. Российская государственная библиотека (Дом Пашкова, 1784—1786; архитектор В. И. Баженов).
Художник. М. Ларюшина.
|       |              |
| № 200 | Оборот марки |

- Номинал 1500 рублей. Цвет сине-зелёный.

Каталожные номера следующие: АО «Марка» 200; Mi 419v; Sc 6121; SG 6342; Yt 6119.
Описание рисунка. Москва. Государственный музей изобразительных искусств имени А. С. Пушкина (1898—1912; архитектор Р. И. Клейн).
Художник. А. И. Шмидштейн.
|       |              |
| № 201 | Оборот марки |

- Номинал 2500 рублей. Цвет оливковый.

Каталожные номера следующие: АО «Марка» 201; Mi 420v; Sc 6122; SG 6342a; Yt 6120.
Описание рисунка. Санкт-Петербург. Главное адмиралтейство (заложено по плану Петра I в 1704 году).
Художник. А. М. Московец.
|       |              |
| № 202 | Оборот марки |

- Номинал 5000 рублей. Цвет голубой.

Каталожные номера следующие: АО «Марка» 202; Mi 421v; Sc 6123; SG 6342b; Yt 6121.
Описание рисунка. Москва. Государственный академический Большой театр России (основан в 1776 году).
Художник. А. И. Шмидштейн.

## Тридцать второй выпуск. 1995-03-06
Тридцать второй выпуск состоит из девяти разновидностей почтовых марок со второй по пятую тридцать первого выпуска, переизданных 6 марта 1995 года на другой бумаге и другим тиражом.
Технические характеристики совпадают с третьим выпуском.
|                                                               |                                                               |
| № 199A                                                        | Оборот марки                                                  |
|                                                               |                                                               |
| При УФ-излучении с длиной волны 365 нм на флуоресцентном фоне | При УФ-излучении с длиной волны 254 нм на флуоресцентном фоне |

- Номинал 750 рублей. Цвет зелёный.

Каталожные номера следующие: АО «Марка» 199A; Mi 418w; Sc —; SG 6341a ordinary paper; Yt 6118a.
Описание рисунка. Москва. Российская государственная библиотека (Дом Пашкова, 1784—1786; архитектор В. И. Баженов).
Художник. М. Ларюшина.
Печать и бумага. Офсетная печать (гравюра) на простой бумаге (свечение в УФ-излучении отсутствует).
- Каталожные номера следующие: ЦФА (АО «Марка») 199AUV; Mi —; Sc —; SG —; Yt —.

Печать и бумага. Офсетная печать (гравюра) на простой флуоресцентной бумаге.
Остальные характеристики такие же, как у предыдущей марки с № 199A.
|                                                               |                                                               |
| № 199V                                                        | Оборот марки                                                  |
|                                                               |                                                               |
| При УФ-излучении с длиной волны 365 нм на флуоресцентном фоне | При УФ-излучении с длиной волны 254 нм на флуоресцентном фоне |
|                                                               |                                                               |
| При УФ-излучении с длиной волны 365 нм                        | При УФ-излучении с длиной волны 254 нм                        |

- Каталожные номера следующие: ЦФА (АО «Марка») 199V; Mi —; Sc —; SG —; Yt —.

Печать и бумага. Офсетная печать (гравюра) на простой бумаге с флуоресцентной краской (рисунок светится жёлтым в коротковолновом УФ-излучении с длиной волны 254 нм, в длинноволновом УФ-излучении с длиной волны 365 нм рисунок не светится).
Остальные характеристики такие же, как у предыдущих марок с № 199A и 199AUV.
|        |              |
| № 200A | Оборот марки |

- Номинал 1500 рублей. Цвет сине-зелёный.

Каталожные номера следующие: АО «Марка» 200A; Mi 419w; Sc —; SG 6342 ordinary paper; Yt 6119a.
Описание рисунка. Москва. Государственный музей изобразительных искусств имени А. С. Пушкина (1898—1912; архитектор Р. И. Клейн).
Художник. А. И. Шмидштейн.
Печать и бумага. Офсетная печать (гравюра) на волокнистой (на обороте марки видны вертикальные «волокна») бумаге (свечение в УФ-излучении отсутствует).
- Каталожные номера следующие: ЦФА (АО «Марка») 200AUV; Mi —; Sc —; SG —; Yt —.

Печать и бумага. Офсетная печать (гравюра) на простой флуоресцентной бумаге.
Остальные характеристики такие же, как у предыдущей марки с № 200A.
|        |              |
| № 201A | Оборот марки |

- Номинал 2500 рублей. Цвет оливковый.

Каталожные номера следующие: АО «Марка» 201A; Mi 420w; Sc —; SG 6342a ordinary paper; Yt 6120a.
Описание рисунка. Санкт-Петербург. Главное адмиралтейство (заложено по плану Петра I в 1704 году).
Художник. А. М. Московец.
Печать и бумага. Офсетная печать (гравюра) на простой бумаге (свечение в УФ-излучении отсутствует).
- Каталожные номера следующие: ЦФА (АО «Марка») 201AUV; Mi —; Sc —; SG —; Yt —.

Печать и бумага. Офсетная печать (гравюра) на простой флуоресцентной бумаге.
Остальные характеристики такие же, как у предыдущей марки с № 201A.
|        |              |
| № 202A | Оборот марки |

- Номинал 5000 рублей. Цвет голубой.

Каталожные номера следующие: АО «Марка» 202A421w; Mi —; Sc 6342b ordinary paper; SG 6121a; Yt {{{5}}}.
Описание рисунка. Москва. Государственный академический Большой театр России (основан в 1776 году).
Художник. А. И. Шмидштейн.
Печать и бумага. Офсетная печать (гравюра) на простой бумаге (свечение в УФ-излучении отсутствует).
- Каталожные номера следующие: ЦФА (АО «Марка») 202AUV; Mi —; Sc —; SG —; Yt —.

Печать и бумага. Офсетная печать (гравюра) на простой флуоресцентной бумаге.
Остальные характеристики такие же, как у предыдущей марки с № 202A.